# Katrin Decker
Katrin Decker (* 3. Februar 1963) ist eine deutsche Synchronsprecherin.

## Leben
Katrin Decker wurde am 3. Februar 1963 geboren. Nach Ablegen des Abiturs studierte sie von 1982 bis 1988 zunächst Diplom-Pädagogik mit Schwerpunkt Psychologie und arbeitete anschließend zwei Jahre lang in einer psychiatrischen Klinik. 1989 bestand sie die Schauspiel-/Musicalprüfung bei der Paritätischen Prüfungskommission in Hamburg und studierte anschließend privat die klassischen Schauspieldisziplinen, unter anderem bei Jean Soubeyran und Heinz W. Krückeberg. Von 1990 bis 2003 spielte sie an verschiedenen Theatern in Hannover und begann 1993 parallel mit ihrer Arbeit als Sprecherin. Seit 1997 arbeitet sie als selbstständige Synchronschauspielerin und Sprecherin.
Als Synchronsprecherin kennt man Decker unter anderem als deutsche Stimme von Winona Ryder in der Fernsehserie Stranger Things oder als Stimme von Sophie Lee in Dance Academy sowie als Sprecherin von Olivia Williams oder Juliette Binoche; als Off-Sprecherin arbeitete sie unter anderem schon für das ZDF, Arte und den NDR.

## Synchronrollen (Auswahl)

### Filme
- 2007: Kann das Liebe sein? für Guilaine Londez als Brigitte
- 2010: Der Ghostwriter für Olivia Williams als Ruth Lang
- 2010: Willkommen bei den Rileys für Melissa Leo als Lois Riley
- 2011: Die Liebesfälscher für Juliette Binoche als Elle
- 2013: Hyde Park am Hudson für Olivia Williams als Eleanor Roosevelt
- 2014: Godzilla für Juliette Binoche als Sandra Brody
- 2014: Borgman für Hadewych Minis als Marina
- 2014: Mommy für Viviane Pascal als Marthe
- 2015: Picknick mit Bären für Mary Steenburgen als Jeannie
- 2018: Der Affront für Julia Kassar als Colette Mansour
- 2019: Matthias & Maxime für Anne-Marie Cadieux als Martine
- 2024: Beetlejuice Beetlejuice für Winona Ryder als Lydia Deetz

### Serien
- 2002–2006: McLeods Töchter für Kathryn Hartman als Sally Clements
- 2011–2015: This Is England ’86 für Vicky McClure als Lol
- 2013: Dance Academy für Sophie Lee als Gabriele
- 2013: Braquo für Valérie Sibilia als Hélène Rossi
- seit 2016: School of Rock für Jama Williamson als Mrs. Mullins
- 2016–2018: Candice Renoir für Delphine Rich als Aline Jego
- seit 2016: Stranger Things für Winona Ryder als Joyce Byers
- 2020: La Valla – Überleben an der Grenze für lena Seijo als Rosa
- 2020: Deadwind für Leena Pöysti als Sara[2]
- seit 2024: DreaMars für Liat Achiron als Michelle